# Desde Dan hasta Beerseba
Desde Dan hasta Beerseba es una frase bíblica utilizada nueve veces en la Biblia Hebrea para referirse a las zonas pobladas de las tribus de Israel, entre Dan en el norte y Beerseba en el sur. El término contribuyó a la posición que fue utilizada por los políticos británicos durante las negociaciones del Mandato Británico de Palestina después de la Primera Guerra Mundial.

## Versículos bíblicos
Se encuentra en los versículos bíblicos:
1. Jueces 20:1, durante la batalla de Gabaa al final del libro de los Jueces:
Entonces salieron todos los hijos de Israel, y se reunió la congregación como un solo hombre, desde Dan hasta Beerseba y la tierra de Galaad, a Jehová en Mizpa.
2. 1 Samuel 3:20, durante el «llamado de Samuel»:
Y todo Israel, desde Dan hasta Beerseba, conoció que Samuel era fiel profeta de Jehová.
3. 2 Samuel 3:10, durante la guerra entre Isboset y cuñado David después de la muerte de Saúl:
trasladando el reino de la casa de Saúl, y confirmando el trono de David sobre Israel y sobre Judá, desde Dan hasta Beerseba.
4. 2 Samuel 17:11, durante la rebelión de Absalón, hijo de David:
Aconsejo, pues, que todo Israel se junte a ti, desde Dan hasta Beerseba, en multitud como la arena que está a la orilla del mar, y que tú en persona vayas a la batalla.
5. / 6. 2 Samuel 24:2 / 1 Crónicas 21:2, sobre el censo de Israel y de Judá por David:
Y dijo el rey a Joab, general del ejército que estaba con él: Recorre ahora todas las tribus de Israel, desde Dan hasta Beerseba, y haz un censo del pueblo, para que yo sepa el número de la gente.
Y dijo David a Joab y a los príncipes del pueblo: Id, haced censo de Israel desde Beerseba hasta Dan, e informadme sobre el número de ellos para que yo lo sepa.
7. 2 Samuel 24:15, siguiendo el censo de Israel y de Judá:
Y Jehová envió la peste sobre Israel desde la mañana hasta el tiempo señalado; y murieron del pueblo, desde Dan hasta Beerseba, setenta mil hombres.
8. 1 Reyes 4:25, después de la ascensión de Salomón al trono:
Y Judá e Israel vivían seguros, cada uno debajo de su parra y debajo de su higuera, desde Dan hasta Beerseba, todos los días de Salomón.
9. 2 Crónicas 30:5, durante la Pascua de Ezequías:
Y determinaron hacer pasar pregón por todo Israel, desde Beerseba hasta Dan, para que viniesen a celebrar la pascua a Jehová Dios de Israel, en Jerusalén; porque en mucho tiempo no la habían celebrado al modo que está escrito.

## Historia moderna
Durante las negociaciones de paz después de la Primera Guerra Mundial, «desde Dan hasta Beerseba» contribuyó a la propuesta británica para el área de Palestina, para ser tomada del Imperio otomano como un mandato de la Sociedad de Naciones. El 13 de septiembre de 1919, David Lloyd George entregó un memorándum a Georges Clemenceau, declarando que la Palestina británica sería «definida en conformidad con sus antiguos límites de Dan hasta Beerseba».